# Cars Plus FC
Cars Plus là một câu lạc bộ bóng đá Guam. Hiện tại đội bóng thi đấu ở Giải bóng đá vô địch quốc gia Guam.

## Danh hiệu
- Giải bóng đá vô địch quốc gia Guam

2010–11 